# 華盛頓港燈塔 (威斯康辛州)
華盛頓港燈塔（英文：Port Washington Lighthouse）是一座位於美國威斯康辛州華盛頓港的燈塔，於1903年停用，並被改建為普通住宅，輔助航行的工作則由華盛頓港防波堤燈塔接替。燈塔在盧森堡的幫助下進行了修復，目前為博物館。

## 歷史
華盛頓港於1845年由市民代表亨利·道奇（Henry Dodge）向美國國會提出為海港建造燈塔的申請，國會於1848年1月31日將此事託付商務委員會，在經過討論後決議撥款3,500美元用於建設，並以200美元的價格在海港北側的懸崖上購置了一塊公共設施保留地。燈塔於1849年完工，於同年5月8日首次點亮，由一座塔樓和燈塔看守員的住所組成，均用奶油城磚建造。該塔的高度略高於35英尺，並配備了五盞帶14英寸反射鏡的路易斯油燈，燈離地36英尺，海拔109英尺。隨著1853年美國燈塔委員會的成立，美國政府對公立燈塔的照明設備進行了系統性的升級，將華盛頓港燈塔的路易斯油燈更換為六階菲涅耳透鏡。
由於當初建造時為追求最低成本，導致燈塔結構迅速惡化，美國燈塔委員會不得不開始計劃更換塔樓和住宅。新燈塔的工程於1859年開始，一直持續到1860年，並重新使用了舊燈塔的一些元素和材料，如燈塔員住所一樓的外牆磚石。新塔樓沒有與住宅分離，而是被放置在新的兩層樓看守人住宅的南面牆上，且依然用奶油城磚建造。新燈塔使用了從原本的燈塔上保留下來的六階菲涅耳透鏡，但在1870年為了更好地服務密西根湖沿岸航運的需要，安裝了四階菲涅耳透鏡，這個透鏡位於海拔113英尺處，使光線射程為16海里，晴天時的能見度相應增加到18英里。
隨著1800年代後期港口的疏浚和擴建，華盛頓港防波堤燈塔的前身於1889年啟用，由於港口只需要一座燈塔，華盛頓港燈塔就在1903年停用了，但新燈塔的看守員因港口沒有住宅而居住在此。然而在1934年時現今的華盛頓港防波堤燈塔隨著港口的再次擴建一同建成，由於其需要人工維護其霧笛，於是舊燈塔被改造以容納新的看守員，包括拆除塔樓及其所有內部支撐。當華盛頓港防波堤燈塔在1975-76年完全自動化時，舊燈塔繼續容納其他港口警衛隊人員，直到1993年建築物被移交給華盛頓港歷史協會。協會原先是以租賃的方式作為博物館經營，後在1997年獲得其所有權，兩年後華盛頓港燈塔被列入國家史蹟名錄。

## 修復

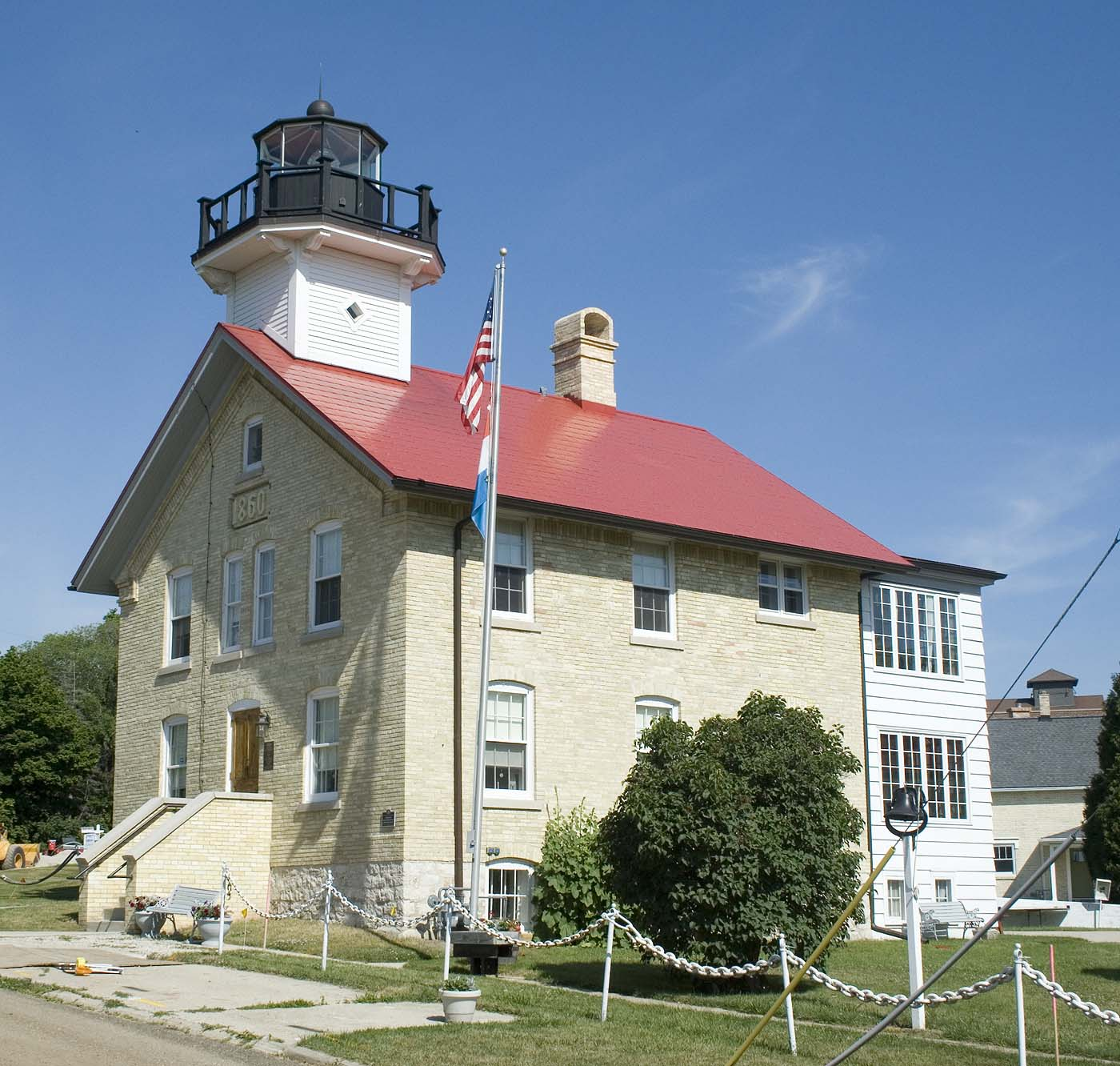
修復過後的燈塔

華盛頓港是許多盧森堡移民的家園。2000年夏季，盧森堡遺址和紀念碑部長訪問了該地，在參觀華盛頓港燈塔後，他代表盧森堡提出協助重建塔樓和燈籠的建議，使燈塔恢復原貌，以紀念第二次世界大戰中在盧森堡作戰的美國軍人。歷史協會很快的籌集到完成修復所需的資金，修復工作於2000年10月開始，並持續到次年。2002年3月，新塔樓和燈籠從盧森堡運抵並安裝完畢；修復後的燈塔於2002年6月16日舉行了落成儀式。 2007年10月7日，特別定制的四階菲涅耳透鏡被安裝在燈籠室，至此華盛頓港燈塔的修復工作全部完成。

## 外部連結
1860 Lighthouse and Light Station Museum （页面存档备份，存于）-華盛頓港歷史協會